# باربل بيندكس
باربل بيندكس (بالإنجليزية: Bärbel Bendiks)‏‏ (القرن 20 - ) مجدفة من ألمانيا.

## روابط خارجية
- باربل بيندكس على موقع الاتحاد الدولي للتجديف (الإنجليزية)